# Тамон Ямагуті
Тамон Ямагу́ті (яп. 山口 多聞; 17 серпня 1892 — 5 червня 1942) — японський воєначальник, віцеадмірал Імперського флоту.

## Біографія
У 1912 році закінчив військову академію Імператорського флоту в Етадзімі, служив у званні мічмана на крейсері «Соя» та лінкорі «Сетцу». 1 грудня 1913 року Ямагуті підвищили до молодшого лейтенанта. У 1913/15 роках проходив службу на крейсері «Тікума» та лінкорі «Акі», потім у 1915/16 роках був слухачем курсів морської артилерії та торпедної справи в Етадзімі. Після закінчення курсів до середини 1918 року служив у штабі 3-го дивізіону підводних човнів, і з липня по грудень — на есмінці «Касі». 1 грудня 1918 року підвищений до лейтенанта і призначений до тимчасового підводного дивізіону, сформованого з отриманих за репараціями німецьких субмарин. Потім до 1921 року Тамон служив на плавбазі «Канто» та в штабах баз в Йокосуці, Куре та Сасебо.
У 1921/23 роках Ямагуті навчався в США в Прінстонському університеті; після повернення до Японії його призначили командиром однієї з бойових частин лінкора «Нагато». 1 грудня 1924 року Тамон Ямагуті отримав звання капітана 3 рангу, пізніше служив у 1-му дивізіоні підводних човнів та Генеральному штабі Імператорського флоту. 10 грудня 1928 року його підвищили до капітана 2 рангу. У вересні — листопаді 1929 року здійснив поїздку до США, а з листопада по середину наступного року перебував у Великій Британії, беручи участь у складі японської делегації в міжнародній конференції, що завершилася підписанням Лондонського договору.
У другій половині 1930 року Ямагуті був старшим офіцером на крейсері «Юра», потім до осені 1932 року працював у Генеральному штабі. 1 грудня 1932 року підвищений до капітана 1 рангу й наступні півтора року викладав у Морській академії. 1 червня 1934 року його призначили на посаду військово-морського аташе у США.
У серпні 1936 року він повернувся до Японії. У 1936/37 роках Ямагуті командував крейсером «Ісудзу», а в 1937/38 роках — лінкором «Ісе». 15 листопада 1938 року його підвищили до контрадмірала і призначили начальником штабу 5-го флоту. З кінця 1939 року він був помічником начальника штабу 1-го флоту, з січня по листопад 1940 — командувачем 1-ю об'єднаною навчальною авіагрупою.
1 листопада 1940 року Ямагуті був призначений командиром 2-ї дивізії авіаносців, що включала «Сорю» і «Хірю». Під його командуванням це з'єднання брало участь в ударі по Перл-Гарбору 7 грудня 1941 року, захоплення Вейка і рейді в Індійський океан у березні-квітні 1942 року. У ході Мідуейської битви ввечері 4 червня того ж року «Хірю» в результаті нальоту американців отримав 4 бомбові влучення і розділив долю 3 авіаносців, які загинули вранці. Після безуспішної боротьби за живучість, коли стало зрозуміло, що корабель вже не врятувати, контрадмірал Ямагуті повідомив адміралу Нагумо, що має намір наказати команді про необхідність покинути судно. Зібравши вцілілих моряків на палубі, що димиться, Ямагуті сказав: «Як командир дивізії авіаносців я один несу відповідальність за загибель „Хірю“ та „Сорю“. Я залишусь на борту до кінця. Наказую всім негайно покинути корабель і продовжувати правильно служити Його Величності імператору». У ніч проти 5 червня 1942 року Ямагуті наказав усім залишити авіаносець і добити його торпедами.
Сам він разом із командиром авіаносця капітаном 1 рангу Каку залишився на борту, бажаючи своєю смертю спокутувати вину за втрату довіреного йому з'єднання. За поширеною в японському флоту традиції йому посмертно надали звання віцеадмірала.

## Нагороди
- Орден Вранішнього Сонця 4-го і 3-го класу
- Орден Священного скарбу 2-го класу
- Пам'ятна медаль вступу на престол імператора Тайсьо
- Військова медаль 1914—1920
- Медаль Перемоги
- Пам'ятна медаль вступу на престол імператора Сьова
- Медаль Маньчжурського інциденту
- Медаль Китайського інциденту 1937
- Медаль прикордонного інциденту (Маньчжурська держава)
- Медаль національного фонду «Велика Маньчжурія» (Маньчжурська держава)
- Орден Золотого шуліки 1-го класу (посмертно)